# Крупная бытовая техника
К крупной бытовой технике относят крупные машины, используемые для повседневных хозяйственных задач, таких как приготовление пищи, стирка или сохранение продуктов питания, и которые, в отличие от сантехники, используют для своей работы электричество или топливо.
Крупная бытовая техника отличается от мелкой размерами и весом. Крупные приборы могут иметь специальные электрические соединения, соединения с источниками газо- и водоснабжения, системами водоотведения и вентиляции, которые могут быть постоянно подключены к приборам. Это ограничивает их размещение в доме.
Многие крупные бытовые приборы изготовлены из листовой стали с эмалевым покрытием, которое в середине XX века было обычно белого цвета. Отсюда происхождение термина «белые товары» (англ. white goods), который получил распространение прежде всего в странах где говорят на британском английском, хотя определения термина «белые товары» могут различаться. В США термин «белые товары» также может относиться к белью. Поскольку крупные бытовые приборы в доме потребляют значительное количество энергии, страны и компании-производители стали большое внимание уделять повышению энергоэффективности. Повышение энергоэффективности может требовать изменений в конструкции приборов или улучшенных систем управления.

## Бренды
В первые годы электрификации многие бытовые приборы изготавливались теми же компаниями, которые производили оборудование для генерации и распределения электроэнергии. Хотя некоторые из этих брендов сохранились и поныне, даже если только в качестве лицензированного использования старых популярных торговые марки, сегодня многие крупные бытовые приборы производятся компаниями, специализирующихся на конкретных приборах.

## Типы
Основные крупные бытовые приборы могут быть грубо разделены следующим образом:
- Холодильное оборудование
  - Морозилка
  - Холодильник
  - Кулер
- Приборы для приготовления пищи
  - Кухонная плита
  - Микроволновая печь
- Оборудование для мойки/стирки и сушки
  - Стиральная машина
  - Сушилка для белья
  - Сушильный шкаф
  - Посудомоечная машина
- Приборы для отопления, охлаждения и вентиляции
  - Кондиционер
  - Водонагреватель
  - Кухонная вытяжка
  - Бытовые кондиционеры